# Gornja Ravska
Gornja Ravska (cyr. Горња Равска) – wieś w Bośni i Hercegowinie, w Republice Serbskiej, w mieście Prijedor. W 2013 roku liczyła 66 mieszkańców.